# Lijst van wereldkampioenen curling gemengddubbel
Het wereldkampioenschap curling gemengddubbel wordt sinds 2008 gehouden. Hieronder volgt een lijst van de winnaars.

## Overzicht
| Jaar | Goud | Goud                                          | Zilver | Zilver                                | Brons | Brons                               |
| Jaar | Land | Team                                          | Land   | Team                                  | Land  | Team                                |
| ---- | ---- | --------------------------------------------- | ------ | ------------------------------------- | ----- | ----------------------------------- |
| 2008 | SUI  | Toni Müller Irene Schori                      | FIN    | Jussi Uusipaavalniemi Anne Malmi      | SWE   | Göran Carlsson Marie Persson        |
| 2009 | SUI  | Toni Müller Irene Schori                      | HUN    | György Nagy Ildiko Szekeres           | CAN   | Sean Grassie Allison Nimik          |
| 2010 | RUS  | Petr Don Yana Nekrasova                       | NZL    | Sean Becker Bridget Becker            | CHN   | Zhang Zhipeng Sun Yue               |
| 2011 | SUI  | Sven Michel Alina Pätz                        | RUS    | Alexey Tselousov Alina Kovaleva       | FRA   | Amaury Pernette Pauline Jeanneret   |
| 2012 | SUI  | Martin Rios Nadine Lehmann                    | SWE    | Per Noréen Camilla Johansson          | AUT   | Christian Roth Claudia Toth         |
| 2013 | HUN  | Zsolt Kiss Dorottya Palancsa                  | SWE    | Fredrik Hallström Elisabeth Norredahl | CZE   | Tomáš Paul Zuzana Hájková           |
| 2014 | SUI  | Reto Gribi Michelle Gribi                     | SWE    | Per Noréen Camilla Johansson          | ESP   | Sergio Vez Irantzu Garcia           |
| 2015 | HUN  | Zsolt Kiss Dorottya Palancsa                  | SWE    | Per Noréen Camilla Johansson          | NOR   | Magnus Nedregotten Kristin Skaslien |
| 2016 | RUS  | Alexander Krushelnitskiy Anastasia Bryzgalova | CHN    | Ba Dexin Wang Rui                     | USA   | Joe Polo Tabitha Peterson           |
| 2017 | SUI  | Martin Rios Jenny Perret                      | CAN    | Reid Carruthers Joanne Courtney       | CHN   | Ba Dexin Wang Rui                   |
| 2018 | SUI  | Sven Michel Michèle Jäggi                     | RUS    | Daniil Goriachev Maria Komarova       | CAN   | Kirk Muyres Laura Crocker           |
| 2019 | SWE  | Oskar Eriksson Anna Hasselborg                | CAN    | Brett Gallant Jocelyn Petermann       | USA   | John Shuster Cory Christensen       |
| 2021 | SCO  | Bruce Mouat Jennifer Dodds                    | NOR    | Magnus Nedregotten Kristin Skaslien   | SWE   | Oskar Eriksson Almida de Val        |